# Смирнов, Пётр Арсеньевич

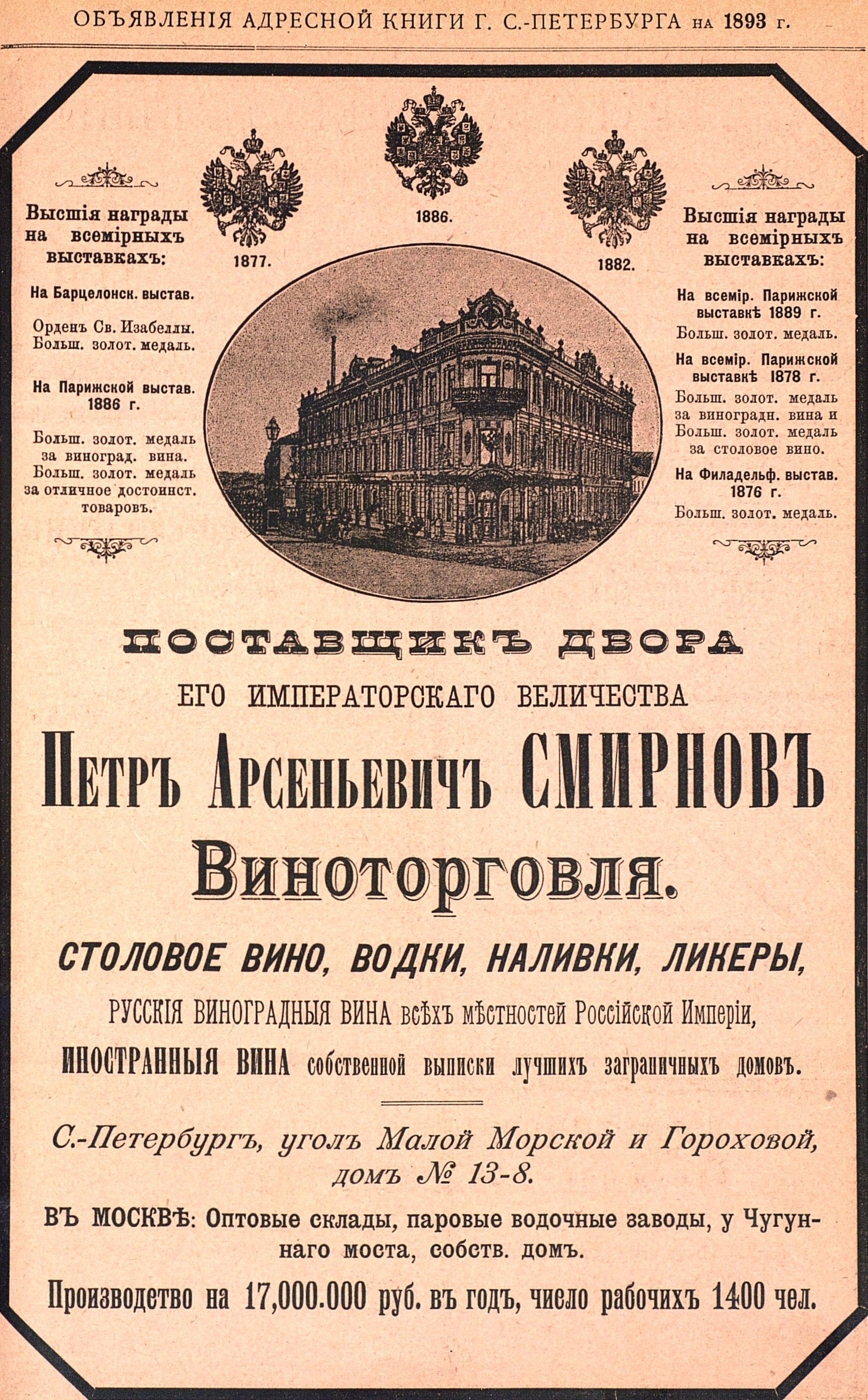
Реклама виноторговли П. А. Смирнова, 1893 год.

Пётр Арсе́ньевич Смирно́в (9 [21] января 1831, деревня Каюрово, Ярославская губерния, Российская империя — 29 ноября 1898) — русский предприниматель, «водочный король» России, учредитель и директор Высочайше утверждённого Товарищества водочного завода, складов вина, спирта и русских и иностранных виноградных вин П. А. Смирнова в Москве, поставщик Двора Его Императорского Величества, поставщик дворов короля Швеции Оскара II и Великого князя Сергея Александровича. Прародитель торговой марки Smirnoff, фактически созданной его сыном Владимиром.

## Биография
Родился в 1831 году в семье крепостных Мышкинского уезда Ярославской губернии: в метрической книге церкви Николая Чудотворца соседнего села Потапова была сделана запись о рождении 9 января 1831 года «помещицы Надежды Степановой Демидовой деревни Каюрова крестьянина Арсения Алексеева сына Петра»; восприемником при крещении 11 января был местный священник Флегонт Александрович Сперанский.
Получив вольную в 1857 году, подался в Москву, где в 1860 году открыл небольшую винную лавку на Пятницкой улице с 9 служащими.
Спустя три года, в 1863 году, приобрел в Москве на Овчинниковской набережной, у Чугунного моста, небольшой погреб, который переоборудовал под водочный завод. В 1864 году на предприятии трудилось не более 25 человек.
Завод сразу же стал выпускать товар высокого качества и его продукты нашли быстрое и широкое распространение.
Принцип завода — «давать лучшее, вырабатывать продукты из первоклассного русского материала и не жалеть средств и затрат на усовершенствованнейшие аппараты производства».
В середине 1860-х годов Смирнов владел уже несколькими ренсковыми погребами. У купца Шихобалова был приобретен завод, находившийся на Пятницкой улице.
В 1867 году Пётр Смирнов приобрел дом на Пятницкой улице на углу с Обводным каналом, принадлежавший его дальней родственнице. Туда же были переведены водочный завод и ренсковый погреб.
В 1871 году Смирнов был занесен в 1 купеческую гильдию и получил право экспортировать свою продукцию.
В 1873 году товар был отмечен на Всемирной выставке в Вене. К этому моменту годовой объем производства водочного завода превышал 100 тысяч ведер на сумму более 600 тысяч рублей.
В 1882 году на Всероссийской художественно-промышленной выставке в Москве за превосходного качества очищенное вино, а также отличные водки, наливки и ликёры, за развитие производства, при 250 рабочих, и за усовершенствование производства водочный завод П. А. Смирнова, в Москве, был удостоен права использования изображения Государственного герба.

Портрет Смирнова

В 1886 году указом Александра III Пётр Смирнов и члены семьи получили звание потомственных почетных граждан.
К 1896 году число рабочих, только на самом заводе, возросло до 1500 человек; 120 подвод в день развозили продукцию. Общее количество людей, так или иначе работающих на Товарищество Петра Арсеньевича Смирнова, достигало 5000 человек. Различные бутылки поставляли 7 стекольных заводов, четыре литографии ежегодно печатали 60 миллионов этикеток и ярлыков. Только на пробки фирма тратила 120 тысяч рублей в год.
Некоторые современники обвиняли Петра Смирнова в том, что давка на Ходынском поле произошла из-за смирновской водки. Смирнов тяжело переживал эти обвинения.
Кроме водки Товарищество Смирнова было широкую торговлю вином, как импортированным, так и отечественным, продавая до 100 млн бутылок в год (при населении Российской империи около 130 млн человек в те годы). Вино скупалось в южных регионах и на Нижегородской ярмарке. В подвалах фирмы всегда находились на выдержке 15 тысяч бочек. Кроме центрального склада в Москве имелось пятнадцать запасных. Бочки хранили и под открытым небом при температуре 20 градусов мороза. Смирнов считал, что это не составляет проблемы, и даже хорошо, потому что «укрепляет вино». Фирма Петра Смирнова обладала правом поставлять кагор во все монастыри и храмы Российской Империи.
В результате введения государственной монополии на продажу столового вина производство крепких алкогольных напитков на предприятиях Смирнова упало в 15 раз. Пётр Арсеньевич тяжело переживал это.

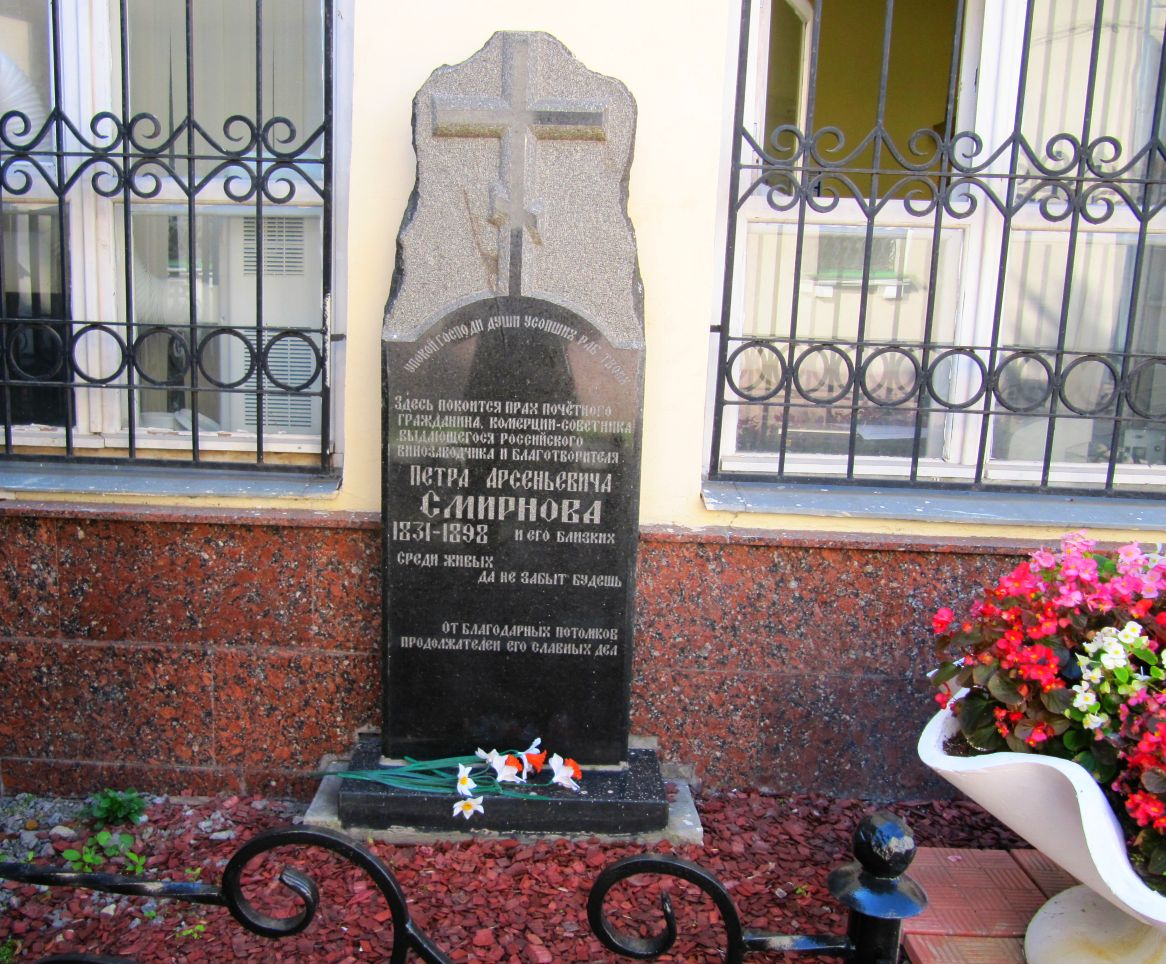
Памятник Смирнову на Пятницком кладбище Москвы

Перед смертью Пётр Смирнов написал завещание, согласно которому состояние — 15 миллионов рублей, а также паи предприятия завещал супруге и сыновьям в равных долях. Причем паи запрещалось передавать третьим лицам и использовать в качестве залога. Каждой из дочерей было открыто по банковскому вкладу на 30 тысяч рублей. Сами дочери могли лишь получать проценты, а сумма вкладов переходила внукам Петра Смирнова. Согласно завещанию, все работники фирмы, получавшие жалованье не более 1000 рублей в год, после смерти Смирнова были премированы месячным окладом. В начале 1898 года Пётр Арсеньевич Смирнов дистанцировался от родственников и подчиненных, а 29 ноября скончался.
Состояние П. А. Смирнова к моменту его смерти оценивалось в 8,7 млн рублей.
Похоронен на Пятницком кладбище, могила не сохранилась.
В городе Мышкине действует музей Петра Смирнова.

## Семья
Пётр Арсентьевич Смирнов был женат трижды. К 1873 году у Петра Арсентьевича Смирнова было семь дочерей — Вера, Анна, Наталья, Александра, Глафира, Мария и Ольга, а также два сына — Николай и Пётр. В семье был патриархальный уклад. Дети получали хорошее домашнее образование, а по достижении 16-летнего возраста направлялись в престижные учебные заведения. Дочери выдавались замуж за представителей знатных купеческих родов — Бахрушиных, Абрикосовых, Комиссаровых и Расторгуевых.
В 1874 году Пётр Смирнов женился в третий раз, на дочери своего друга, Марии Медведевой. Примечательно, что она получила образование благодаря будущему мужу, помогавшему финансово её отцу. В браке родилось три сына: Владимир (1875—1934), Сергей (1885—1907), Алексей (1889—1922), а также дочь — Александра (1877—1950).

## Благотворительность
С 1870 года Пётр Смирнов был агентом Комитета о просящих милостыню по Пятницкой части. Активно помогал малоимущим. В 1873 году за это награждён золотой медалью на Станиславской ленте.
Пётр Арсентьевич состоял почетным членом Московского совета детских приютов Ведомства учреждений императрицы Марии. Оказывал активную финансовую поддержку Александро-Мариинскому училищу (впоследствии — институту).
Пётр Смирнов был попечителем начального училища ведомства Московской дворцовой конторы. За это он был награжден золотой медалью на Андреевской ленте. За пожертвования в пользу училища Пётр Смирнов получил три награды: орден Святого Станислава (1886 г.), орден Святой Анны 3 степени (1889 г.) и орден Святой Анны 2 степени (1895 г.).
С 1895 года Пётр Смирнов был попечителем Московской глазной больницы. Также он оплачивал обучение 5-7 воспитанниц Елизаветинской женской гимназии, оплачивал стипендии лучшим ученикам и ученицам.
Смирнов много жертвовал на возведение и ремонт различных храмов. В частности, на его средства в 1897 году была построена новая церковь Николая Чудотворца в селе Потапово Мышкинского уезда Ярославской губернии — деревня Каюрово, в которой родился и провёл детство Пётр Смирнов, относилась к приходу села Потапово, он и крещён был в старой Никольской церкви. Был старостой придворных соборов.

## Награды
- 1873 год — Почётный диплом в Вене
- 1876 год — Медаль высшей награды в Филадельфии.
- 1877 год — Государственный герб.
- 1878 год — Две золотые медали в Париже.
- 1882 год — Государственный герб на Всероссийской художественно-промышленной выставке в Москве.
- 1886 год — Поставщик ко Двору Его Императорского Величества и Государственный герб.
- 1888 год — Испанский орден Св. Изабеллы и золотая медаль в Барселоне.
- 1889 год — Большая золотая медаль в Париже.
- 1893 год — Большая золотая медаль в Чикаго.
- 1896 год — Поставщик ко Двору Его Императорского Высочества Великого князя Сергия Александровича.
- 1896 год — Повторение права использования изображения Государственного герба на Всероссийской промышленной и художественной выставке в Нижнем Новгороде.
- 1897 год — Золотая медаль на Промышленно-художественной выставке в Стокгольме.